# Рівнопілля (Пологівський район)
Рівнопі́лля — село в Україні, у Гуляйпільській міській громаді Пологівського району Запорізької області. Населення становить 268 осіб. До 2016 орган місцевого самоврядування — Рівнопільська сільська рада.

## Географія
Село Рівнопілля знаходиться на відстані 1 км від села Яблукове, за 3,5 км від села Солодке та за 11 км на північний схід від центру громади. До залізничної станції Гуляйполе — 18 км.

## Історія
Засноване село в 1928 році вихідцями з сусіднього села Успенівки. 
12 червня 2020 року, відповідно до розпорядження Кабінету Міністрів України № 713-р «Про визначення адміністративних центрів та затвердження територій територіальних громад Запорізької області», увійшло до складу Гуляйпільської міської громади. 
19 липня 2020 року, у результаті адміністративно-територіальної реформи та ліквідації Гуляйпільського району, село увійшло до складу Пологівського району.

## Населення
Згідно з переписом УРСР 1989 року чисельність наявного населення села становила 179 осіб, з яких 84 чоловіки та 95 жінок.
За переписом населення України 2001 року в селі мешкало 266 осіб.

### Мова
Розподіл населення за рідною мовою за даними перепису 2001 року:
| Мова       | Відсоток |
| ---------- | -------- |
| українська | 91,79 %  |
| російська  | 6,72 %   |
| інші       | 1,49 %   |

## Економіка
- «Рівнопілля», ТОВ.

## Об'єкти соціальної сфери
- Школа.
- Дитячий садочок.
- Клуб.
- Фельдшерський пункт.